# Anna Ślipiko
Anna Ślipiko (ur. 11 czerwca 1958 w Olsztynie) – polska lekkoatletka, mistrzyni i reprezentantka Polski.

## Kariera sportowa
Była zawodniczką AZS Olsztyn i Gwardii Olsztyn.
Na mistrzostwach Polski seniorek na otwartym stadionie zdobyła pięć medali: złoty w biegu na 100 m (1983), dwa srebrne w biegach na 100 m i 200 m (oba w 1982) i dwa brązowe (w biegu na 200 m w 1981 oraz w sztafecie 4 x 400 metrów w 1986). 
Reprezentowała Polskę w finale A Pucharu Europy w 1983, zajmując 7. miejsce w sztafecie 4 x 100 m, z wynikiem 44,38.
Rekordy życiowe:
- 100 m – 11.63 (16.07.1982)
- 200 m – 23.79 (11.06.1983)